# Fachakademie für Sozialpädagogik Maria Stern des Schulwerks der Diözese Augsburg
Die Fachakademie für Sozialpädagogik Maria Stern des Schulwerks der Diözese Augsburg ist eine private, staatlich anerkannte, berufsbildende Ausbildungsstätte für Erzieher. Ihr Träger ist das Schulwerk der Diözese Augsburg (Bistum Augsburg), welches 1975 von Bischof Josef Stimpfle ins Leben gerufen wurde. Die Fachakademie kann auf eine über 80-jährige Tradition zurückblicken und ist in den Räumen des Klosters St. Elisabeth im Augsburger Stadtbezirk Bleich und Pfärrle untergebracht.

## Geschichte und Gegenwart
Die Verantwortlichen der Kongregation der Franziskanerinnen von Maria Stern, die 1258 in Augsburg begründet wurde, erkannten 1927 die Notwendigkeit einer Ausbildung junger Mädchen und Frauen zu Kindergärtnerinnen und Hortnerinnen, zumal die Neuregelung des gesamten Wohlfahrtswesens durch das Reichsjugendwohlfahrtsgesetz, das 1924 in Kraft trat, einen hohen Bedarf eines professionell ausgebildeten Personals in den sozialpädagogischen Einrichtungen erforderte. Die Leitung des „Kindergärtnerinnen- und Hortnerinnenseminars Maria Stern“ in Augsburg-St. Elisabeth wurde Sr. M. Concordia Sommer übertragen. Die Bildungsinstitution erfreute sich schnell eines regen Zuspruchs, weit über die Grenzen der Stadt Augsburg hinaus.
Während der Zeit des Nationalsozialismus war das klösterliche Seminar dem Misstrauen des Staatsapparates besonders ausgesetzt, trotz Anpassung an die vorgeschriebenen Parteidoktrin hinsichtlich der Lehr- und Lerninhalte. Während ab 1937 alle konfessionell gebundenen Schulen im Bistum Augsburg ihren Betrieb einstellen mussten, erhielt das „Kindergärtnerinnen- und Hortnerinnenseminar Maria Stern“ eine Gnadenfrist bis 1942, da das NSV.-Kindergärtnerinnen- und Hortnerinnen-Seminar Friedberg bei Augsburg noch nicht so viele Kindergärtnerinnen und Hortnerinnen ausbilden konnte, wie in den neugegründeten NSV-Kindergärten und NSV-Horten oder in den gleichgeschalteten sozialpädagogischen Einrichtungen benötigt wurden. Doch ab 1941 durften keine neuen Klassen mehr aufgenommen werden. Das Schulhaus wurde zu einem Krankenhaus und 1944 zu einer Volksküche umfunktioniert.
Schon bald nach Kriegsende stellte das Kloster Maria Stern an die Militärregierung von Frankfurt den Antrag auf Wiedereröffnung der Schule. Nach Überprüfung der Ausbildungsstätte und der gemeldeten Lehrschwestern kam das benötigte Approval for the reopening of the seminary for kindergarden teachers. Bereits im Dezember 1945 konnte der Unterricht wieder aufgenommen werden und zwar in Göggingen. Dort wurde auch ein Lehrkindergarten eingerichtet.
1958 zog das Seminar an den Gründungsort zurück. Die Ausbildung war stark auf die Kindergartenpädagogik ausgerichtet. Dabei stand im Fokus die „Sendung zur religiösen Erziehung des Kleinkindes“: Unter dieser Überschrift schrieb eine Seminaristin des Jahrgangs 1963/1964 in das Pädagogikheft:
Die Sendung zur religiösen Erziehung des Kleinkindes ist nicht zu verwechseln mit der missio für die Schule. Der Bischof verlangt von der Kindergärtnerin, welche er die Sendung gibt, ein hinreichendes Maß an Charakterbildung, religiöse Haltung und religiöses Wissen [...] Im Pfarrkindergarten soll das Kind neben seiner körperlichen Erziehung durch Turnspiel, Ruhe und Hygiene, und neben seiner geistigen Förderung ganz natürlich in das religiöse Leben eingeführt werden. Es wird für das ganze künftige Leben Entscheidendes davon abhängen, ob dies in richtiger Weise geschieht [...] Die religiösen Übungen werden mit den Kindern in einer selbstverständlichen Tagesordnung gelebt. Kurze, schöne, kindertümliche, aber nicht kindische Gebete, eine religiöse Wochenordnung, das Freitagsopfer, die Schönheit des Sonntags, das Kirchenjahr mit allen seinen Festen werden immer wieder die Aufmerksamkeit der Kindergärtnerin fordern. Selbstverständlich soll im Kindergarten kein Religionsunterricht im strengen Sinn gegeben werden.
In den 1960er Jahren, nach dem sog. „Sputnikschock“ und der Rede von der „Bildungskatastrophe“, erschien die bisherige Trennung der Ausbildung für Kindergarten und Hort als überholt. Demzufolge einigte sich die Kultusministerkonferenz in Rahmenvereinbarungen von 1967, die Ausbildung für eine Tätigkeit im Kindergarten und Hort, in der Jugendarbeit und im Heim zusammenzufassen. Eine dreijährige Ausbildung an einer Fachschule für Erzieherinnen, ab 1973 Fachakademie für Sozialpädagogik, berechtigten, die Berufsbezeichnung "Staatlich anerkannte/r Erzieher/in zu führen.
1975 übernahm das Schulwerk der Diözese Augsburg die Fachakademie für Sozialpädagogik Maria Stern Augsburg, die seit 1976 dreizügig geführt wird.
2001 wurde das Sozialpädagogische Seminar mit der Option eingeführt, nach zwei Jahren den Berufsabschluss Staatlich geprüfte/r Kinderpfleger/in zu erwerben.
Bei Erfüllung der vorgeschriebenen Aufnahmebedingungen (siehe dazu: Fachakademie für Sozialpädagogik) ist die „Fachakademie für Sozialpädagogik Maria Stern Augsburg“ für alle Bewerber offen, unabhängig von ihrer Religionszugehörigkeit.

## Leitbild
Eine praxis- und zugleich wissenschaftsorientierte Ausbildung und das christliche Menschenbild belegen den besonderen Auftrag der berufsbildenden Ausbildungsinstitution. Im Bewusstsein der Spannung zwischen Glauben und Wissen orientiert sich die konfessionell gebundene Fachakademie an folgenden Leitsätzen:
- Sie bietet wissenschaftlich fundiertes Erklärungs- und Handlungswissen an und vermittelt praxisorientierte Kompetenzen.
- Sie ist ein Ort der Auseinandersetzung mit Werten, Sinnfragen, Religion sowie persönlichen Lebensperspektiven.
- Sie ist ein Ort personalen Bezugs und kritisch/fachlicher (schul-, sozial- und gesellschaftspolitischer) Diskussionen.